# 1394
Năm 1394 là một năm trong lịch Julius.